# Marino (cognome)
Marino è un cognome di lingua italiana.

## Varianti
De Marini, De Marinis, De Marino, Demarinis, Di Marino, Marin, Marina, Marinacci, Marinaccio, Marinato, Marinatto, Marinazzo, Marinella, Marinelli, Marinello, Marinetti, Marini, Marinis, Marinolli, Marinoni, Marinotti, Marinotto, Marinucci, Marinuzzi.

## Origine e diffusione
Cognome tipicamente centro-meridionale, è presente in tutta Italia.
Potrebbe derivare dal cognomen latino Marinus o dal prenome Marino o ancora dal termine marina, "litorale".
In Italia conta circa 23726 presenze.
La variante Marinacci è perugina, laziale e foggiana; Marinaccio è campano e foggiano; Marinolli è trentino; Marinotti è pugliese e romano; Marinotto è tipico dell'Italia settentrionale; Marinuzzi compare in Puglia; Marini è tipico del centro-nord e della Sardegna; Marinoni è lombardo; Marin è veneto, in particolare vicentino, padovano, trevigiano e veneziano; Marina è estremamente raro con comparse nel ragusano e nel genovese; Marinelli è marchigiano, laziale e pugliese con comparse in tutt'Italia; Marinella compare in Campania; Marinatto è udinese; Marinato è veneziano e trevisano; Marinello è padovano; De Marinis è barese e napoletano; Demarinis è barese; De Marino è barese, napoletano e salernitano; Di Marino è campano, abruzzese e laziale.

## Persone
- Luigi Marino, calciatore italiano (Padova, n.1895 - Padova, † 1980)
- Vincenzo Marino, ex calciatore italiano (Castelfiorentino, n.1949)